# Белопольский, Илья Исаевич
Илья Исаевич (Эли-Мейлах Говшиевич) Белопольский (1884—1918) — российский революционер-большевик, борец за установление Советской власти в Восточной Сибири. Входил в состав штаба красной гвардии в Красноярске, член Центросибирьи.

## Биография
Родился в 1884 г. в Одессе в семье бедного еврея-ремесленника, жившего на Пересыпи. Трудовую деятельность начал в качестве печатника в частной типографии. В 1903 г. вступил в РСДРП, примкнул к большевикам. С 1905 г. — член Пересыпского районного комитета РСДРП. 11 июля 1904 г. на партийном собрании в каменоломнях под Одессой первый раз был арестован. По распоряжению градоначальника подвергнут административному взысканию. 4 сентября 1904 г. был заключён под стражу, освобождён после издания Манифеста от 17 октября 1905 г.. В октябре 1906 г. по распоряжению генерал-губернатора выслан из Одессы, но нелегально вернулся в город.20 сентября 1907 г. арестован при провале общегородской конференции РСДРП на Картамышевской улице. При аресте полиция применила огнестрельное оружие, одной из пуль был убит помощник пристава Дельфинский. Этот факт позволил выдвинуть против Белопольского обвинение в вооружённом сопротивлении полиции, которое отпало при следствии. Белопольский вместе с другими арестованными был осуждён за принадлежность к социал-демократической партии, 26—27 марта 1908 г. Одесским военно-окружным судом был приговорён к ссылке на поселение. После протеста прокурора приговор был отменён главным военным судом. При пересмотре дела 9 декабря 1908 г. был приговорён к 1 году крепости с зачётом предварительного заключения. В итоге 27 декабря 1908 г. Белопольский вышел на свободу и возобновил партийную работу. Возглавил на Пересыпи группу отзовистов, ушедших из-под руководства общегородского комитета социал-демократов (большевиков и плехановцев).
В ночь на 9 января 1910 г. был опять арестован. Одесской судебной палатой 11—13 марта 1911 г. приговорён к ссылке на поселение. Отбывал ссылку в селе Рыбинском, Канского уезда Енисейской губернии. Вслед за Белопольским в ссылку последовала его жена, брак с которой был оформлен в одной из тюрем. В ссылке у них родилось двое детей.
В 1913 г. получил возможность переехать в Красноярск, где работал на кожевенном заводе.
После Февральской революции вместе с другими большевиками (Б. Шумяцкий, А. Рогов, В. Яковлев) выступает за организационное размежевании с меньшевиками. В результате в Красноярске возникает первая в Сибири партийная организация большевиков. В апреле 1917 года И. И. Белопольский вошёл в состав Средне-Сибирского районного бюро ЦК РСДРП(б). 2 апреля 1917 года в Красноярске вышел первый номер «Сибирской правды», единственной в то время в Сибири газеты чисто большевистского направления. Одним из редакторов газеты стал И. И. Белопольский.
Публиковал также статьи в «Красноярском Рабочем», «Известиях Красноярского совета», «Известиях Енисейского губернского народного комиссариата». Принимал активное участие в организации в Красноярске профессиональных союзов, был председателем Центрального бюро союзов и секретарём союза деревообделочников. Один из организаторов в Красноярске Красной гвардии, входил в состав её штаба.
После установления Советской власти назначен председателем отдела транспорта Совнархоза. Был членом губисполкома. На Втором общесибирском съезде Советов в феврале 1918 г. был избран в состав ЦИК Советов Сибири (Центросибирь).
Арестован белыми 18 июня 1918 г. в Туруханске. В октябре привезён в Красноярскую тюрьму. 25 октября 1918 г. расстрелян в Красноярске по приговору чехословацкого военно-полевого суда при эшелоне № 49 вместе с Г. Вейнбаумом, Я. Дубровинским, В. Яковлевым и А. Парадовским. Всем осуждённым вменялось убийство чехов, а также агитация против чехов среди враждебных им военнопленных – немцев и венгров. На суде в качестве вещественного доказательства использовались статьи в советских газетах, в которых обвиняемые призывали жителей губернии бороться с чехословаками, как с силой, несущей в себе возрождение прежнего режима.

## Интересные факты
В заключении в Одесской тюрьме Белопольский как истинный одессит не терял чувства юмора. По его инициативе политические заключённые издали несколько номеров юмористического журнала «Тюремный хохот».

## Дети
Сын, Белопольский, Исай Ильич (1913—1972) — советский учёный, специалист в области оборонной радиоэлектроники, заместитель генерального конструктора ЦНПО «Вымпел» по темам «Дунай-1», «Дунай-2», «Дунай-3», «Дуга-1», «Дуга-2». Награждён орденом Трудового Красного знамени.